# Warrenville (Karolina Południowa)
Warrenville – jednostka osadnicza w Stanach Zjednoczonych, w stanie Karolina Południowa, w hrabstwie Aiken.